# 易贡隧道
易贡隧道位于川藏铁路通麦站和波密站之间，线路在此以长隧的方式避开通麦天险和排龙天险等滑坡泥石流灾害频发区，隧道全长42,365米，是川藏铁路最长的隧道。2030年建成后将成为中国最长的铁路隧道。2021年，易贡隧道开始施工。